# Ławeczka Heliodora Święcickiego w Śremie
Ławeczka Heliodora Święcickiego w Śremie – pomnik w formie ławeczki mieszczący się przy promenadzie nadwarciańskiej.

## Historia
Ławeczka została uroczyście odsłonięta 27 czerwca 2010 o godz. 15.00. Pomnik odsłonił burmistrz Śremu Adam Lewandowski w obecności autora pomnika oraz dyrektora Biblioteki Publicznej im Heliodora Święcickiego w Śremie Jerzego Kondrasa.
Projekt pomnika został po raz pierwszy zaprezentowany mieszkańcom Śremu 27 września 2009 podczas imprezy  Promenada jak za dawnych lat - Bulwar Sztuki. Autorem pomnika był Piotr Garstka, rzeźbiarz i współwłaściciel odlewni w Szymanowie koło Śremu. W tle pomnika znajdują się trzy nieregularnie ociosane płyty kamienne z tekstem poświęconym osobie prof. Święcickiego.